# كلارنس غلوفر
كلارنس غلوفر (بالإنجليزية: Clarence Glover)‏ مواليد 1 نوفمبر 1947 في هورس كيف، هو لاعب كرة سلة أمريكي معتزل. بدأ مسيرته الاحترافية في سنة 1971. تم اختياره من قبل فريق بوسطن سيلتكس خلال الدرافت. حمل الرقم 28. يبلغ طوله 6 قدم 8 بوصة (2.0 م). اعتزل اللعب في 1974.

## روابط خارجية
- كلارنس غلوفر على موقع إن بي أي (الإنجليزية)
- كلارنس غلوفر على موقع سبورتس رفرنس (الإنجليزية)
- كلارنس غلوفر على موقع كلية كرة السلة في سبورتس رفرنس.كوم (الإنجليزية)
- كلارنس غلوفر على موقع ريلجم (الإنجليزية)
- كلارنس غلوفر على موقع بروبوليرز (الإنجليزية)